# Festival du film latino-américain de Lleida
Le Festival du film latino-américain de Lleida (catalan : Mostra de Cinema Llatinoamericà de Lleida, ou abrégé en catalan : Mostra de Lleida ; espagnol : Muestra de Cine Latinoamericano de Cataluña) est un festival de cinéma qui se déroule à Lleida, Catalogne, en Espagne, récompensant des films latino-américains. Il est organisé par le Centre latino-américain de Lleida et est parrainé par le conseil municipal (La Paeria), l'Université de Lleida et La Caixa. 
C'est l'un des principaux événements culturels annuels de la ville et a lieu au Teatre Principal, CaixaFòrum Lleida, Funatic, Cafè del Teatre de l'Escorxador, Institut d'Estudis Ilerdencs, le campus principal de l'Université de Lleida et l'hôtel Condes de Urgel, aux côtés d'autres activités culturelles.
L'événement a eu lieu depuis 1995 et les prix ont été décernés pour la première fois en 1997. À un moment donné, le festival a eu lieu en janvier, mais aujourd'hui il a lieu à la fin du mois de mars.

## Catégories de récompenses
- Meilleur film (Wimp Dorean)
- Meilleure réalisation (Mejor Dirección)
- Meilleur scénario (Mejor Guión)
- Meilleur acteur (Mejor Actor)
- Meilleure actrice (Mejor Actriz)
- Meilleur premier travail (Mejor Ópera Prima)